# Sonate K. 298
La sonate K. 298 (F.246/L.S.6) en ré majeur est une œuvre pour clavier du compositeur italien Domenico Scarlatti.

## Présentation
La sonate K. 298 en ré majeur, notée Allegro, ainsi que la sonate suivante avec laquelle elle forme une paire sont de véritables chefs-d'œuvre.
Carlo Grante attache les deux sonates K. 294 et 295 (ré mineur) avec ces K. 298 et 299 (ré majeur), dans une grande forme en quatre mouvements « mélange parfait de variété et de cohérence », qui apparaissent sur deux volumes différents dans Venise, alors qu'elles se suivent dans Parme (nos 24 à 27 du volume VII).

## Manuscrits
Le manuscrit principal est le numéro 3 du volume VI (Ms. 9777) de Venise (1753), copié pour Maria Barbara ; les autres sont Parme VII 26 (Ms. A. G. 31412), Münster III 31 (Sant Hs 3966) et Vienne G 24 (VII 28011 G) et Q 15119 (no 6). La première édition de John Johnson, est parue en 1754 à Londres, en tant que no 1, avec cinq autres sonates (dans l'ordre de l'édition) : K. 120, 246, 113, 247 et 299.

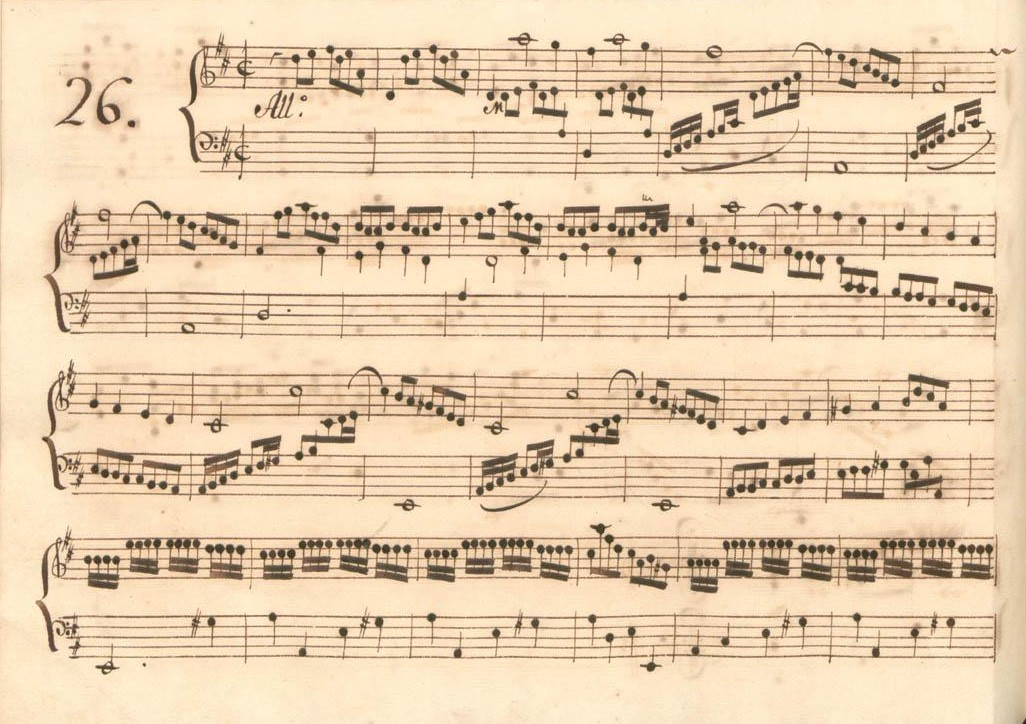
Parme VII 26.
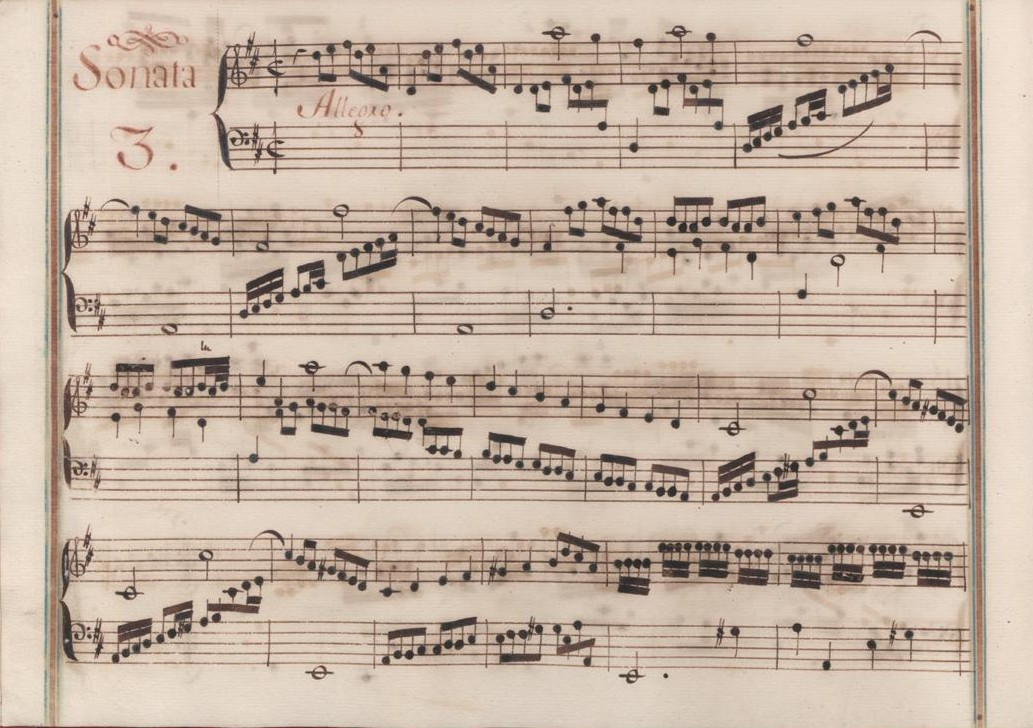
Venise VI 3.

## Interprètes
La sonate K. 298 est défendue au piano notamment par Carlo Grante (2012, Music & Arts, vol. 3) ; au clavecin par Scott Ross (1985, Erato), Richard Lester (2003, Nimbus, vol. 3) et Pieter-Jan Belder (Brilliant Classics).

## Sources
: document utilisé comme source pour la rédaction de cet article.
- Ralph Kirkpatrick (trad. de l'anglais par Dennis Collins), Domenico Scarlatti, Paris, Lattès, coll. « Musique et Musiciens », 1982 (1re éd. 1953 (en)), 493 p. (ISBN 978-2-7096-0118-4, OCLC 954954205, BNF 34689181).
- Alain de Chambure, « Domenico Scarlatti : Intégrale des sonates — Scott Ross », Erato (2564-62092-2), 1985 (OCLC 891183737) .
- (en) Carlo Grante, « Domenico Scarlatti, intégrale des sonates pour clavier (vol. 3) », Music & Arts (CD-1292), 2013 (OCLC 907929504) .
- (es) Celestino Yáñez Navarro (thèse), Nuevas aportaciones para el estudio de las sonatas de Domenico Scarlatti. Los manuscritos del Archivo de Música de las Catedrales de Zaragoza, Université autonome de Barcelone, 2016 (lire en ligne)